# 구명정

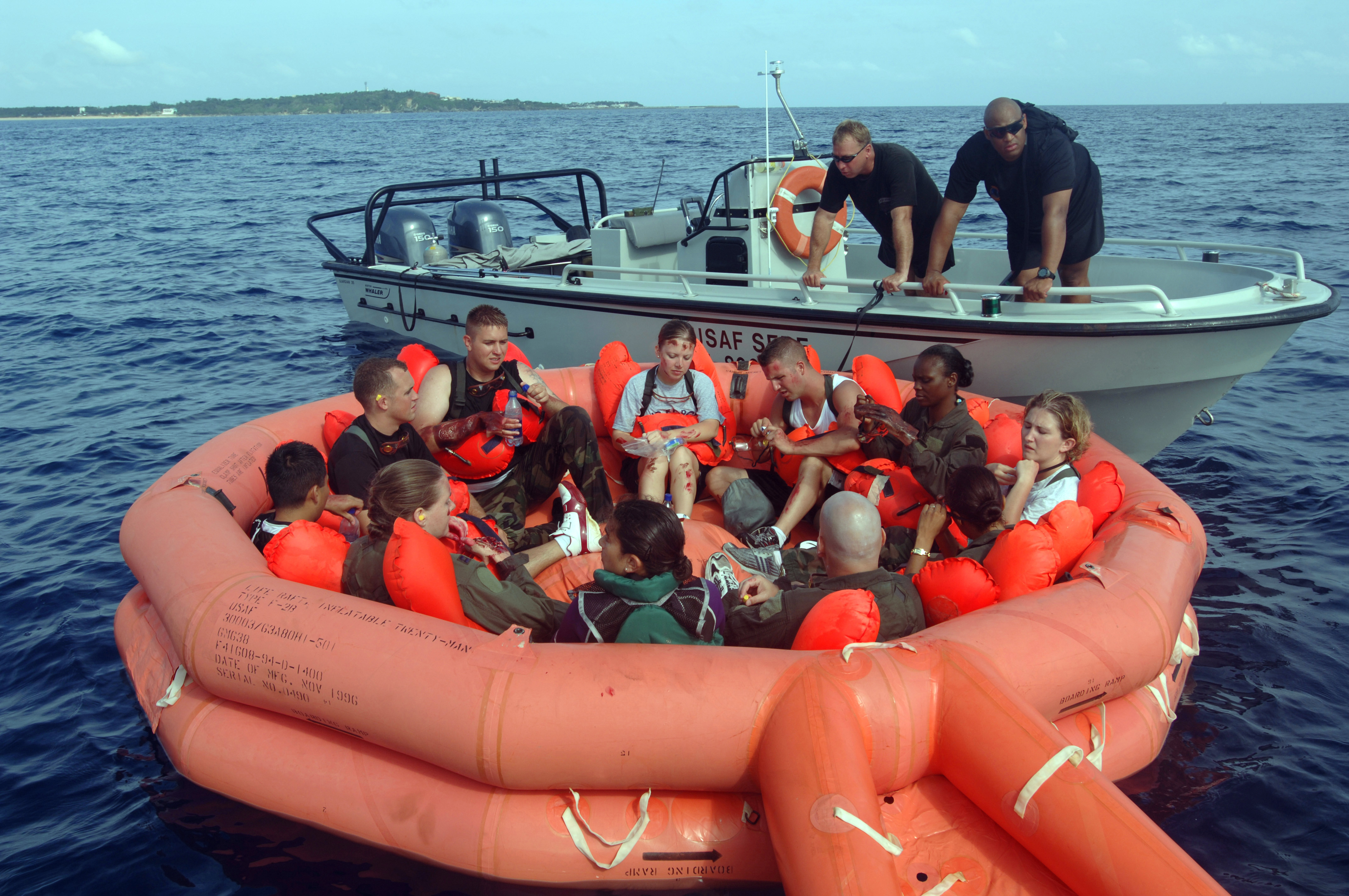
구명정

구명정(救命艇)은 선박의 해난 및 인명 사고 시 탈출이나 수해 발생시 이재민을 구출하기 위한 배 안의 소형 보트이다.